# Шинон (округ)
Шинон (фр. Chinon) — округ (фр. Arrondissement) во Франции, один из округов в регионе Центр (регион Франции). Департамент округа — Эндр и Луара. Супрефектура — Шинон.
Население округа на 2006 год составляло 83 170 человек. Плотность населения составляет 49 чел./км². Площадь округа составляет всего 1694 км². 

## Экономика
В округе расположена АЭС, которая оборудована четырьмя 900-мегаваттными реакторами. Она обеспечивает электричеством шесть процентов населения Франции.